# Anselme Homère Pâquet
Pour les articles homonymes, voir Pâquet.
Anselme-Homère Pâquet (27 septembre 1830-22 décembre 1891) fut un médecin, professeur et homme politique fédéral du Québec.

## Biographie
Né sous le nom de Michel-Anselme Pâquet à Saint-Cuthbert dans le Bas-Canada, Anselme-Homère Pâquet étudia à l'École montréalaise de médecine et de chirurgie d'où il devint physicien en 1853. Après avoir pratiqué son métier dans son village natal, il fut élu député de la circonscription de Berthier à l'Assemblée législative de la province du Canada où il demeurera jusqu'à la Confédération. Élu député du Parti libéral du Canada dans cette même circonscription lors des élections de 1867, il sera réélu en 1872 et 1874. Il démissionna en 1875 pour accepter un poste de sénateur dans la division de De la Vallière sous recommandation du premier ministre Alexander Mackenzie, poste qu'il occupa jusqu'à son décès en 1891. Entretemps, il enseigna la médecine clinique à l'Hôtel-Dieu de Montréal et l'hygiène et la santé publique à l'École montréalaise de médecine.